# Marcel Aymé
Marcel Aymé (kiejtése kb. „márszel émé”; Joigny, 1902. március 29. – Párizs, 1967. október 14.) francia író; népszerű, sok nyelvre lefordított meseregények és -novellák, valójában fantasztikus, szürreális, filozofikus művek szerzője.

## Pályakép
Pályája elején – a két világháború között – a francia falu világát fogalmazta meg eredeti, humoros írásaiban. A zöld kanca (La Jument verte; 1933, magyarul: 1974) című regénye tette ismertté és népszerűvé. Egyik leghíresebb műve A faljáró (Passe-muraille; 1943, 1958) című elbeszélése, ami a párizsi kishivatalnok-világ groteszk ábrázolása.
Sok műve megjelent magyarul is – nem egy kiadásban.

## Magyarul
- A faljáró; ford., bev. Bajomi Lázár Endre; Európa, Bp., 1958
- Csípős ügy és más elbeszélések; ford. Bajomi Lázár Endre; Európa, Bp., 1962
- Nem ér a nevem. Furcsa mesék; ford. Bartócz Ilona; Móra, Bp., 1964
- A zöld kanca. Regény; ford. Bajomi Lázár Endre; Európa, Bp., 1969 (Európa zsebkönyvek)
- A hattyúk; ford. Bartócz Ilona; Móra, Bp., 1978 (Már tudok olvasni)
- Csudapofa; ford. Szoboszlai Margit; Európa, Bp., 1981
- A mások feje, színmű két felvonásban, ford. Somlyó György